# Allan Hawco

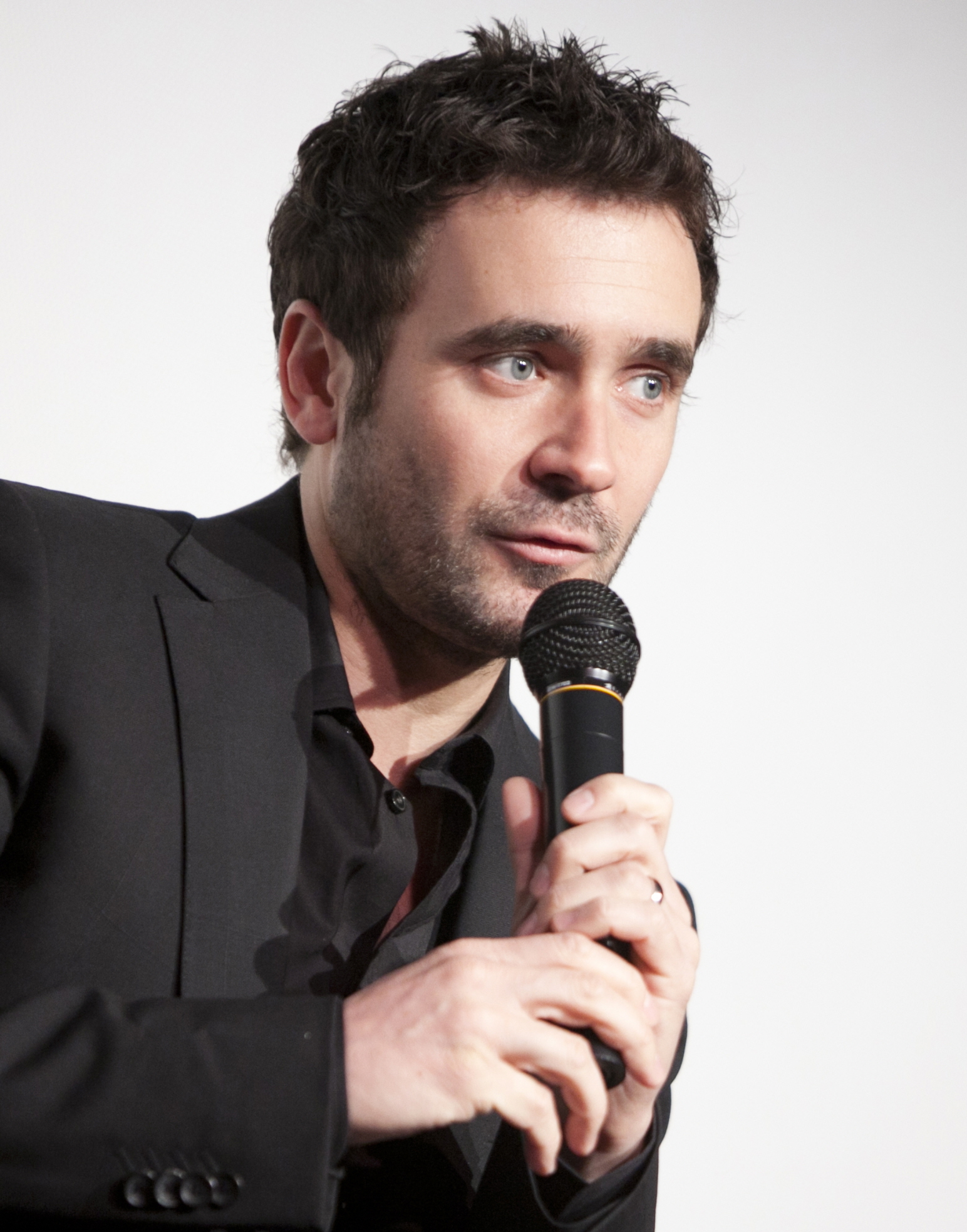
Allan Hawco (2012)

Allan Hawco (* 28. Juli 1977 in Bell Island, Neufundland und Labrador) ist ein kanadischer Schauspieler.

## Leben und Karriere
Allan Hawco wurde als jüngstes von vier Kindern in Bell Island als Sohn eines Fährarbeiters und einer Grundschullehrerin geboren. In seiner frühen Kindheit zog seine Familie mit ihm nach Goulds. Er besuchte eine Katholische Schule. Hawco begann ein Studium an der Memorial University of Newfoundland, welches er jedoch zu Gunsten seinen Engagements an der National Theatre School of Canada abbrach.
Seine Schauspielkarriere begann Allan Hawco in zahlreichen Theaterstücken auf verschiedenen Bühnen, so unter anderem auf der National Theatre School of Canada, welche er 2000 abschloss. Zu seinen ersten Fernsehauftritten zählen Gastrollen in Sue Thomas: F.B.I., Mutant X und Bliss. Bekanntheit erlangte er durch sein Mitwirken am Film H2O. 2009 war Hawco in der Miniserie Zone of Separation als Captain Mick Graham zu sehen. Seit 2010 verkörperte er die Rolle des Jake Doyle neben Seán McGinley in der CBC-Serie Republic of Doyle – Einsatz für zwei, deren Ideengeber er auch war.

## Filmografie (Auswahl)
- 2002: Apartment Story
- 2003: Sue Thomas: F.B.I. (Sue Thomas: F.B.Eye, Fernsehserie, Folge 1x11)
- 2003: Mutant X (Fernsehserie, Folge 2x15)
- 2004: Bliss (Fernsehserie, Folge 3x08)
- 2004: Wilby Wonderful
- 2004: H2O
- 2006: Above and Beyond (Miniserie, 2 Folgen)
- 2007: The Third Eye
- 2007: Closing the Ring – Geheimnis der Vergangenheit (Closing the Ring)
- 2008: The Trojan Horse (Miniserie, Folge 1x01)
- 2009: Zone of Separation - Das Kriegsgebiet (ZOS: Zone of Separation, Miniserie, 8 Folgen)
- 2010–2014: Republic of Doyle – Einsatz für zwei (Republic of Doyle, Fernsehserie, 78 Folgen)
- 2013: Murdoch Mysteries (Fernsehserie, Folge 7x08)
- 2015: Hyena Road
- 2016–2018: Frontier (Fernsehserie, 17 Folgen)
- 2018: Caught (Fernsehfünfteiler)
- 2019: Departure (Fernsehserie, 6 Folgen)
- 2021: Another Life (Fernsehserie, 1 Folge)